# Binkolo
Binkolo – miasto w Sierra Leone, w prowincji Północnej, w dystrykcie Bombali. Liczba ludności wynosi około 14 000 mieszkańców. Większość mieszkańców wywodzi się z plemienia Limba.
W Binkolo urodził się były Prezydent Sierra Leone - Joseph Saidu Momoh.